# Pseudaletia antica
Pseudaletia antica är en fjärilsart som beskrevs av Walker 1856. Pseudaletia antica ingår i släktet Pseudaletia och familjen nattflyn. Inga underarter finns listade i Catalogue of Life.